# Simon Friedrich Hahn
Pour les articles homonymes, voir Hahn.
Simon Friedrich Hahn, historien allemand, né en 1692 à Klosterbergen près de Magdebourg, mort en 1729.

## Biographie
Il avait acquis dès l'âge de 10 ans une espèce de célébrité par la précocité de ses connaissances, principalement en histoire. Il succéda, à 24 ans, au savant Eckart, professeur d'histoire à l'Université d'Helmstedt; en 1724, le roi d'Angleterre George Ier, le nomma son historiographe et son bibliothécaire à Hanovre. Parmi ses différents ouvrages, on remarque son Histoire de la Constitution de l'Empire et des empereurs, depuis Charlemagne jusqu'à Guillaume de Hollande, en allemand, Halle, 1721-1724, 4 volumes in-4.